# Коулсбург (Айова)
Коулсбург (англ. Colesburg) — місто (англ. city) в США, в окрузі Делавер штату Айова. Населення — 386 осіб (2020).

## Географія
Коулсбург розташований за координатами 42°38′20″ пн. ш. 91°12′4″ зх. д. / 42.63889° пн. ш. 91.20111° зх. д. (42.638796, -91.201004).  За даними Бюро перепису населення США в 2010 році місто мало площу 0,75 км², уся площа — суходіл.

## Демографія
Згідно з переписом 2010 року, у місті мешкали 404 особи в 187 домогосподарствах у складі 128 родин. Густота населення становила 538 осіб/км².  Було 200 помешкань (266/км²).
Расовий склад населення:
| - 98,0 % — білих - 1,0 % — азіатів |

До двох чи більше рас належало 1,0 %. Частка іспаномовних становила 0,0 % від усіх жителів.
За віковим діапазоном населення розподілялося таким чином: 19,3 % — особи молодші 18 років, 56,2 % — особи у віці 18—64 років, 24,5 % — особи у віці 65 років та старші. Медіана віку мешканця становила 48,9 року. На 100 осіб жіночої статі у місті припадало 93,3 чоловіків;  на 100 жінок у віці від 18 років та старших — 89,5 чоловіків також старших 18 років.
Середній дохід на одне домашнє господарство  становив 55 748 доларів США (медіана — 53 594), а середній дохід на одну сім'ю — 61 551 долар (медіана — 63 750). Медіана доходів становила 41 250 доларів для чоловіків та 30 577 доларів для жінок. За межею бідності перебувало 6,5 % осіб, у тому числі 7,5 % дітей у віці до 18 років та 11,2 % осіб у віці 65 років та старших.
Цивільне працевлаштоване населення становило 196 осіб. Основні галузі зайнятості: виробництво — 32,1 %, освіта, охорона здоров'я та соціальна допомога — 22,4 %, будівництво — 10,7 %, роздрібна торгівля — 5,6 %.